# Raphaël Katz
Pour les articles homonymes, voir Katz.
Raphaël Katz, né le 7 mars 1996, est un acteur français.

## Filmographie
- 2005 : Le Temps des porte-plumes de Daniel Duval : Pippo
- 2008 : Les Enfants de Timpelbach de Nicolas Bary : Manfred
- 2011 : Chômage affectif (court-métrage)[2]